# زمین می‌لرزد
زمین می‌لرزد«لتررا ترما» (La Terra Trema) یک فیلم نئورئالیستی ایتالیایی است که در سال ۱۹۴۸ توسط لوچینو ویسکونتی کارگردانی، مشترکاً نوشته و تولید شده است.این فیلم یک اقتباس آزاد از رمان ۱۸۸۱ «ای مالاوالیا» اثر جووانی ورگا است و مبارزات اقتصادی و شخصی ماهیگیران فقیر سیسیلی را به تصویر می‌کشد. فیلم به‌صورت دکوفیکشنال است و شامل گروهی از بازیگران غیرحرفه‌ای و ترکیبی از صحنه‌های نوشته‌شده و بدون نوشته است. این فیلم به‌عنوان یکی از فیلم‌های ضروری جنبش نئورئالیستی شناخته می‌شود و در نظرسنجی Sight & Sound در سال ۱۹۶۲ به‌عنوان یکی از ده فیلم برتر تمام دوران‌ها انتخاب شد.
در سال ۲۰۰۸، این فیلم در فهرست ۱۰۰ فیلم ایتالیایی که باید نجات داده شوند، که توسط وزارت میراث فرهنگی ایتالیا تهیه شده است، قرار گرفت. این فهرست شامل ۱۰۰ فیلم است که «حافظه جمعی کشور را بین سال‌های ۱۹۴۲ و ۱۹۷۸ تغییر داده‌اند».